# Entalophoroecia producta
Entalophoroecia producta är en mossdjursart som först beskrevs av Michael Sars 1869.  Entalophoroecia producta ingår i släktet Entalophoroecia och familjen Diaperoeciidae. Inga underarter finns listade i Catalogue of Life.